# Universidad Doğuş
Doğuş Üniversitesi es una universidad privada fundada en Estambul el 9 de julio de 1997 por la Fundación Educativa Doğuş.

## Historia
Es una universidad privada establecida en Estambul en 1997.
En 2006, según la cantidad de publicaciones por cada miembro del profesorado, la Universidad Doğuş ocupó el puesto 27 en Turquía. La Universidad Doğuş ofrece 34 programas de licenciatura en 5 facultades, 1 programa de licenciatura en la Escuela de Ciencias de la Salud, 36 programas de grado asociado en la Escuela Superior de Tecnología, 21 programas de maestría y 3 programas de doctorado, abarcando todos los niveles de la educación superior. En 2001, se fundó el Centro de Educación Continua con el enfoque de educación a lo largo de toda la vida.
Los datos de Web Of Science y los informes de URAP muestran que la Universidad Doğuş se encuentra entre las 2.000 mejores universidades del mundo y entre las 3 mejores universidades fundacionales (sin facultad de medicina) en Estambul. La universidad acepta estudiantes con YKS y exámenes especiales de talento. En 2020, la Universidad Doğuş se convirtió en una de las tres mejores universidades de Turquía en el ámbito de los The One Awards. Envió a muchos estudiantes a Silicon Valley con los artículos y estudios científicos que publicó, y realizó importantes estudios sobre Compuestos Orgánicos Volátiles en el Agua en el campo de la Industria de Defensa bajo el patrocinio de la OTAN . Es miembro de pleno derecho de los programas Erasmus y Farabi y tiene acuerdos de intercambio de estudiantes con más de 100 instituciones en 3 continentes. La universidad tiene alrededor de 17.000 graduados. Hay oportunidades de doble mayor y menor disponibles.

## Unidades académicas

### Escuela de Graduados en Educación

#### Grado
- Banca y Finanzas (turco)
- Ciencias de la Información y la Computación (turco)
- Enfermería de Enfermedades Quirúrgicas (turco)
- Ingeniería Eléctrica-Electrónica (Turco)
- Economía financiera (turco)
- Diseño gráfico (turco)
- Relaciones Públicas y Promoción (turco)
- Ciencias de la Comunicación (turco)
- Gestión de Recursos Humanos (turco)
- Ingeniería civil (turco)
- Administración de Empresas (turco-inglés)
- Derecho público (turco)
- Relaciones globales y la Unión Europea (turco)
- Ingeniería Mecánica (turco)
- Arquitectura (turco)
- Gestión de Ingeniería y Tecnología (turco)
- Derecho privado (turco)
- Psicología (turco)

#### Doctorado
- Administración de Empresas (turco)
- Ingeniería Eléctrica-Electrónica (Turco)
- Economía financiera (turco)

### Facultad de Artes y Ciencias
- Ciencias de la Comunicación (turco)
- Lengua y Literatura Inglesas (inglés)
- Traducción e Interpretación de Inglés (Turco)
- Psicología (turco-inglés)
- Sociología (turco)
- Lengua y literatura turcas (turco)

### facultad de derecho
- Ley (turco)

### Facultad de Ciencias Económicas y Administrativas
- Administración de Empresas (turco-inglés)
- Relaciones Internacionales (inglés)
- Comercio y Negocios Internacionales (inglés)
- Economía (turco-inglés)
- Gestión Política y Administración Pública (turco)
- Sistemas de información de gestión (turco)

### Facultad de Ingeniería
- Ingeniería Informática (inglés)
- Ingeniería Eléctrica-Electrónica (Turco)
- Ingeniería Industrial (Turco-Inglés)
- Ingeniería Mecánica (turco-inglés)
- Ingeniería de software (turco)
- Ingeniería civil (turco)

### Facultad de Arte y Diseño
- Diseño de juegos digitales (turco)
- Diseño Industrial (turco)
- Diseño de comunicación visual (turco)
- Gráfico (turco-inglés)
- Arquitectura de interiores (turco)
- Arquitectura (turco)
- Diseño textil y de moda (turco)
- Gastronomía y artes culinarias (turco)
- Actuando (turco) [3]

### Facultad de Ciencias de la Salud
- Enfermería (turco)

### Escuela vocacional
- Justicia (turco)
- Anestesia (turco)
- Cocinar (turco)
- Banca y Seguros (turco)
- Programación informática (turco)
- Tecnología de seguridad de la información (turco)
- Desarrollo infantil (turco)
- Comercio exterior (turco)
- Comercio exterior (educación nocturna) (turco)
- Electroneurofisiología (turco)
- Fisioterapia (turco)
- Diseño gráfico (turco)
- Relaciones Públicas y Promoción (turco)
- Gestión de Recursos Humanos (turco)
- Tecnología de la construcción (turco)
- Salud y seguridad en el trabajo turco)
- Audiometría (turco)
- Servicios sociales (turco)
- Documentación Médica y Secretaría (Turco)
- Turismo y Gestión Hotelera (turco)

## Campus

### Campus Dudullu
- rectorado
- Escuela vocacional
- Facultad de Artes y Ciencias
- Facultad de Ingeniería
- Facultad de Diseño de Arte
- Preparación
- Existe una Unidad de Historia de la Revolución y la Lengua Turca.

### Campus de Çengelköy
- facultad de derecho
- Allí se encuentra la Facultad de Ciencias Económicas y Administrativas.

## Deporte

### Equipos deportivos
En la Universidad Doğuş se ofrece una amplia gama de oportunidades deportivas. Además de los 18 equipos existentes, se crean nuevos equipos de acuerdo con las demandas y necesidades de los estudiantes, y se les brinda la oportunidad de competir en campeonatos interuniversitarios.
- equipo de atletismo
- equipo de baloncesto
- Equipo de Baloncesto 3X3
- Equipo de baile
- equipo de futbol
- Equipo de tenis de fútbol
- equipo de kick boxing
- Equipo de tenis de mesa
- equipo de muay thai
- Equipo de fútbol playa
- Equipo de voleibol de playa
- Juego de ajedrez
- Equipo de fútbol sala
- Conjuntos de snowboard y esquí
- equipo de voleibol
- Equipo de vela
- Conjunto de natación

### Instalaciones deportivas
- piscina cubierta
- Gimnasio interior
- Taller de ajedrez
- Taller de Danza
- Taller de Tenis de Mesa

### Actividades deportivas en Yerkeşke
- Zumba
- Bailar
- platos
- Yoga
- Fútbol Sala
- Baloncesto
- Voleibol
- Balonmano
- Tenis
- Tenis de mesa
- Natación

## Clubes y sociedades de estudiantes
- Club de Arquitectura Archi Doğuş
- Club de pensamiento ataturkista
- Club de Cultura de Ciencia Ficción y Fantasía
- Club de TI
- Club Medio Ambiente y Vida Sostenible
- Club de cultura china
- club de baile
- Club de literatura
- Club de Ingeniería Industrial
- club ingles
- Club de Economía, Comercio Internacional y Negocios
- Club de Ideas y Cultura
- francofonía
- Club Gastrosanat
- Club de emprendimiento
- Club de gráficos
- club de ensueño
- Club de amantes de los animales
- Club de Derecho
- Club Libertad y Justicia
- Club IEEE
- Club de Arquitectura de Interiores
- Club de comunicación
- Club de Ingeniería Civil
- Club de carrera y desarrollo
- Club de Control y Automatización
- Club de ingeniería mecánica
- Club de Humor y Comedia
- Club de mentes de ingenieros
- Club de debate
- Club de música
- Club de audio
- Club de Psicología
- Club de pintura
- Club de Arte
- Club de Cine y Fotografía
- Club de Ciencias Políticas y Administración Pública
- Club de sociología
- club deportivo
- Club Náutico
- Club de gestión de proyectos de construcción
- Club de Teatro
- Club de voluntarios comunitarios
- Club de Turismo y Viajes
- Club de lengua y literatura turca
- Club de Relaciones Internacionales
- Club de estudiantes extranjeros
- UNIFEB Doğuş
- UNIBJK Doğuş
- ultraAslan UNI Doğuş